# ألكسندر ويلسون (عداء)
ألكسندر ويلسون (بالإنجليزية: Alex Wilson) (و. 1905 – 1994 م) هو عداء مسافات متوسطة، وعداء سريع كندي، ولد في كيبك، شارك في الألعاب الأولمبية الصيفية 1932، والألعاب الأولمبية الصيفية 1928، توفي في ميشن، عن عمر يناهز 89 عاماً.
.

## التعليم
تعلم في جامعة نوتر دام.

## روابط خارجية
- ألكسندر ويلسون على موقع اللجنة الأولمبية الدولية (الإنجليزية)
- ألكسندر ويلسون على موقع أوليمبيديا (الإنجليزية)
- ألكسندر ويلسون على موقع اللجنة الأولمبية الكندية (الإنجليزية)
- ألكسندر ويلسون على موقع اتحاد ألعاب الكومنولث (مؤرشف) (الإنجليزية)